# 馬斯·艾拜頓
馬斯·奇雲·艾拜頓（英語：Marc Kevin Albrighton，1989年11月18日—）出生於英格蘭斯塔福德郡塔姆沃思（Tamworth），是一名已退役職業足球運動員，司職右翼，出身阿士東維拉，曾效力英超球會莱斯特城。
他在八歲已經加盟阿士東維拉，並在2009年首次為一隊上陣。他總共為維拉上陣101次以及射進9球，他也在2013年短暫外借予韋根。在2014年與維拉解約後，他加盟到莱斯特城，2015-16赛季他担任球队的主力左前卫，随队夺得英超冠军。
艾拜頓曾經代表英格蘭U21和英格蘭U20出賽。

## 俱樂部生涯

### 阿士東維拉

#### 早年
艾拜頓在以其家鄉塔姆沃思為基地的「米萊奧克君王」（Mile Oak Monarchs）開始接受足球訓練，其後獲西布朗邀請參加試訓，但未被取錄，最終以8歲之齡加入阿士東維拉。
在U18青年隊及預備隊打出名堂後，於2008年7月10日艾拜頓首次獲得機會為一隊參賽，在6-0擊敗維爾（Wil）的季前熱身賽後補上陣17分鐘；2009年2月26日於欧足联欧洲联赛作客2–0不敵 (總比分3–1)卢日尼基体育场對莫斯科中央陸軍處子上陣。
2009/10年阿士東維拉的季前熱身賽，艾拜頓獲選入隊出征和平盃，首場對阿特蘭大射入1球協助球隊3-1旗開得勝；並在互射十二碼後4-3擊敗祖雲達斯奪標的決賽上陣。

#### 一隊
2009年8月25日，艾拜頓英超處子秀於2009/10年球季揭幕日在維拉公園球場主場0:2不敵韋根，下半場以後補身份入替哈比·比耶登場。。2009年9月24日艾拜頓與阿士東維拉續約三年同年12月，時任主教練馬田·奧尼爾 承認艾拜頓與其他青少年隊員纳森·德尔福内索和西伦·克拉克將會成為外借的球員，但接著指出，他認為三人都不夠好，他們都位處阿斯頓維拉的邊緣。在球季結束前他再在聯賽取得兩次後補上陣，並有參賽3場盃賽的機會。
由於在季前熱身賽表現出色，艾拜頓於2010/11年球季揭幕日，2010年8月14日對韋斯咸獲派首次正選上陣，交出兩次助攻，協助球隊大勝3-0；10月2日作客白鹿徑球場對熱刺，艾拜頓接應希斯基的底線傳中飛剷入網，為球隊先拔頭籌兼取得個人首個英超入球，但最終仍以1-2失敗而回。他在同年10月27日英格蘭聯賽盃對陣伯恩利的比賽中被紅牌驅逐離場，因此失去接下來對陣同城死敵伯明翰的機會。同年11月5日，艾拜頓與俱樂部簽下迎台約直至2014年為止。同年11月23日，艾拜頓因為切除闌尾手術後被排除出常規陣容約三至四個星期，他在同年12月6日作客安菲尔德球场3:0大勝利物浦的比賽中回歸正選行列，上陣65分鐘後被罗贝尔·皮雷斯入替。
艾拜頓隨後在2010年12月主場2:1擊敗同城對手西布罗姆维奇的比賽中送上兩個助攻。
2011年12月11日，他在主場對陣阿森納的賽事中打進英超第20,000個進球，繼而獲得巴克莱银行一筆20,000英鎊的獎金，他隨後選擇把獎金捐到Acorns Children's Hospice。 他在接下來英格蘭足總盃作客紀念球場3:1大勝布里斯托尔流浪者的比賽中打進首個進球。
由於艾拜頓在聯賽盃因為限制球證吹哨而被罰停賽。在2013年10月30日，他被阿士東維拉外借到英冠韋根，借用期為28天。他在2013年11月27日返回維拉前為韋根上陣4場比賽。 2014年5月20日，已留隊16年的艾拜頓與德尔福内索被阿士東維拉放棄，可自由轉會。

#### 莱斯特城
2014年5月23日，將升上英超作賽的莱斯特城簽入被阿士東維拉放棄的艾拜頓，合約為期四年。他在同年8月23日首次為「狐狸」上陣，在作客0:2不敵切爾西的比賽中在最後22分鐘以替補身份入替利亞德·馬列斯。在接下來的4月29日在皇權球場對陣「藍戰士」的聯賽賽事中，他打進在莱斯特城的首個進球，帶領莱斯特城在半場領先對手，但最終1:3不敵對手。 艾拜頓在莱斯特城的首個賽季合共上陣18次，在5月24日最後一輪5:1大勝女王公園巡遊者的比賽中打進第2個進球。
他在接下來的賽季被新任教練克劳迪奥·拉涅利任用為常規球員，夥拍尼高路·簡迪，利亞德·馬列斯和丹尼尔·德林沃特去爭奪聯賽錦標，最终随队获得了球队史上的第一个英超冠军。
2021年7月30日，艾拜頓与莱斯特城签订了一份新合同，效力至2024年。

## 國家隊生涯
2009年4月2日艾拜頓首次代表英格蘭U20上陣出戰義大利，.其後在8月11日再次登場迎戰黑山，兩場均取得勝利。2010/11年球季初艾拜頓奠定他在阿士東維拉一隊的席位後，獲徵召加入英格蘭U21，於2010年8月10日首次後補上陣出戰烏茲別克；9月7日2011年歐洲U-21足球錦標賽外圍賽出線關鍵主場對立陶宛，艾拜頓射入一球協助球隊順利取得參賽附加賽資格。

## 私人生活
艾拜頓向伯明翰郵報確認他自小已是阿士東維拉的支持者，並夢想成為維拉球員。 他舉出真路拿，卡邦尼以及皮雷斯作為他的學習對象其傳球能力和技術也一直與英格蘭傳奇大卫·贝克汉姆作比較。
艾拜頓在2012年2月19日首嚐成為父親的滋味，他的伴侶Chloe Fulford在Sutton Coldfield替他生了一個女孩，取名Matilda Beau。  Fulford的母親Sue Davey，在2015年6月2015年蘇塞恐怖攻擊事件中不幸喪生。

## 生涯數據
最後更新：直至2016年3月19日
| 俱樂部     | 賽季     | 聯賽 | 聯賽 | 足總盃 | 足總盃 | 聯賽盃 | 聯賽盃 | 歐洲賽 | 歐洲賽 | 其他 | 其他 | 總計 | 總計 |
| 俱樂部     | 賽季     | 上陣 | 進球 | 上陣   | 進球   | 上陣   | 進球   | 上陣   | 進球   | 出场 | 进球 | 上陣 | 進球 |
| ---------- | -------- | ---- | ---- | ------ | ------ | ------ | ------ | ------ | ------ | ---- | ---- | ---- | ---- |
| 阿士東維拉 | 2008–09  | 0    | 0    | 0      | 0      | 0      | 0      | 1      | 0      | ——   | ——   | 1    | 0    |
| 阿士東維拉 | 2009–10  | 3    | 0    | 1      | 0      | 1      | 0      | 1      | 0      | ——   | ——   | 6    | 0    |
| 阿士東維拉 | 2010–11  | 29   | 5    | 2      | 1      | 1      | 0      | 1      | 0      | ——   | ——   | 33   | 6    |
| 阿士東維拉 | 2011–12  | 26   | 2    | 1      | 1      | 2      | 0      | 0      | 0      | ——   | ——   | 29   | 3    |
| 阿士東維拉 | 2012–13  | 9    | 0    | 1      | 0      | 1      | 0      | 0      | 0      | ——   | ——   | 11   | 0    |
| 阿士東維拉 | 2013–14  | 19   | 0    | 1      | 0      | 1      | 0      | 0      | 0      | ——   | ——   | 21   | 0    |
| 阿士東維拉 | 總計     | 86   | 7    | 6      | 2      | 6      | 0      | 3      | 0      | 0    | 0    | 101  | 9    |
| 韋根(租借) | 2013–14  | 4    | 0    | 0      | 0      | 0      | 0      | 0      | 0      | 0    | 0    | 4    | 0    |
| 韋根(租借) | 總計     | 4    | 0    | 0      | 0      | 0      | 0      | 0      | 0      | 0    | 0    | 4    | 0    |
| 莱斯特城   | 2014–15  | 18   | 2    | 2      | 0      | 0      | 0      | ——     | ——     | ——   | ——   | 20   | 2    |
| 莱斯特城   | 2015-16  | 38   | 2    | 2      | 0      | 2      | 0      | ——     | ——     | ——   | ——   | 42   | 2    |
| 莱斯特城   | 2016-17  | 33   | 2    | 4      | 0      | 0      | 0      | 9      | 2      | 1    | 0    | 47   | 4    |
| 莱斯特城   | 2017-18  | 34   | 2    | 5      | 0      | 3      | 0      | ——     | ——     | ——   | ——   | 42   | 2    |
| 莱斯特城   | 2018-19  | 27   | 2    | 1      | 0      | 4      | 1      | ——     | ——     | ——   | ——   | 32   | 3    |
| 莱斯特城   | 2019-20  | 20   | 0    | 4      | 0      | 4      | 0      | ——     | ——     | ——   | ——   | 28   | 0    |
| 莱斯特城   | 2020-21  | 1    | 0    | 0      | 0      | 0      | 0      | 0      | 0      | ——   | ——   | 1    | 0    |
| 莱斯特城   | 總計     | 171  | 10   | 18     | 0      | 13     | 1      | 9      | 2      | 1    | 0    | 212  | 13   |
| 生涯總計   | 生涯總計 | 262  | 17   | 24     | 2      | 19     | 1      | 12     | 2      | 1    | 0    | 317  | 22   |

1. ↑  出场于欧冠联赛
2. ↑  出场于社区盾杯

## 榮譽

### 俱乐部
阿士東維拉
- 和平盃冠軍：2009年；
- 英格蘭足球預備組超級聯賽冠軍：2008/2009年、2009/2010年；
- 香港足球會飛利浦照明國際七人足球賽冠軍：2010年；

 莱斯特城
- 英格兰足球超级联赛冠军：2015-16赛季
- 英格蘭足總盃冠軍：2020-21賽季[34]
- 英格蘭社區盾冠軍：2021年

### 個人
- 和平盃銅球獎：2009年；

## 外部連結
- 馬斯·艾拜頓－UEFA國際賽競賽紀錄
- BBC檔案 （页面存档备份，存于）
- ESPN Soccernet檔案 Archive.today的存檔，存档日期2013-01-03
- 阿士東維拉檔案
- thefa.com:馬斯·艾拜頓 （页面存档备份，存于）
- uefa.com:馬斯·艾拜頓 （页面存档备份，存于）
- Soccerway資料庫：馬斯·艾拜頓
- 足球数据库：馬斯·艾拜頓的球员统计数据